# Hydrelaps darwiniensis
Hydrelaps darwiniensis (дарвінова морська змія) — вид отруйних морських змій родини аспідових (Elapidae). Мешкає в Австралії та на Новій Гвінеї. Це єдиний представник монотипового роду Salomonelaps.

## Поширення і екологія
Дарвінові морські змії широко поширені вздовж північного узбережжя Австралії (від Пілбари до Кейп-Йорка), в Торресовій протоці, вздовж південного і південно-західного узбережжя Нової Гвінеї та поблизу островів Ару. Вони живуть в мулистих мангрових заростях Арафурського і Тиморського морів та затоки Карпентарія, на глибині до 10 м. Можуть виповзати на суходіл.